# White Walls
«White Walls»—en español: «Paredes Blancas»— es una canción del dúo de hip hop Macklemore & Ryan Lewis de su álbum debut The Heist (2012), y cuenta con la colaboración del rapero ScHoolboy Q. White Walls fue lanzado a la radio el 8 de octubre de 2013, siendo el sexto sencillo de The Heist.

## Vídeo musical
El vídeo musical, dirigido por Macklemore, Ryan Lewis y Jason Koenig, se estrenó el 9 de septiembre de 2013. El vídeo cuenta con apariciones de varios artistas como A$AP Rocky, Trinidad Jame $, Wiz Khalifa, DJ Drama, Big Boi y Sir Mix-a-Lot. El vídeo musical, que dura 6 minutos con 11 segundos, muestra como Macklemore da a conocer como las personas y él mismo dan a conocer el cariño y el aferro a sus coches lujosos como parte de una muestra de orgullo y entretenimiento, en especial a los coches Cadillac.

## Trama del video
El vídeo comienza con Macklemore, que se encuentra justo detrás de unos arbustos observando con unos binoculares. Enseguida se le ve practicando tácticas de defensa junto a una joven hasta, llegar a una carretera cercana. De inmediato, comienza a sonar la melodía de la canción y se le ve a él rapeando mientras, durante el vídeo se puede ver que aparecen varios tipos de coche marca "Cadillac". De tal modo que igual aparece cantando la artista Hollis, y además se puede apreciar a Macklemore vestido a lo modo "Parlanchino", de México junto a dos chicas. De inmediato se le ve en la piscina rapeando junto a Schoolboy y acompañados de varias ancianas que se encuentran junto a ellos en la piscina. Llegando al desenlace del vídeo se puede ver que tanto las ancianas como una dueña de casa llega a la fiesta después de una discusión con su marido todos bailan y se divierten junto a Macklemore. Terminando el vídeo se puede ver que una grúa se lleva el coche en el que Macklemore y Ryan Lewis paseaban durante la noche en la ciudad. Por otra parte, se ve a Macklemore junto a sus dos chicas observando a un ladrón que está robando un coche, acto seguido, Macklemore se encarga de arrestar al ladrón y así recuperar el coche.